# Чилам-Балам
Чила́м-Бала́м (на языке юкатека «[Книга] пророка Ягуара») — общее обозначение девяти рукописных сборников, записанных в разных населённых пунктах Юкатана в XVII—XVIII веках латиницей на языке юкатека. Содержание их разнообразно: от записей оригинальных индейских мифов о сотворении мира до объяснения астрономических явлений в соответствии с европейскими представлениями позднего Средневековья, медицинских рецептов, пророческих текстов майя; в семи сборниках имеются исторические сведения: это почти единственный источник по политической истории Юкатана между X и XVI веками. Ряд текстов, видимо, восходят к иероглифическим кодексам времён испанского завоевания, и приписаны некоему жрецу Чилам-Баламу, жившему, предположительно, незадолго до испанского завоевания, и даже предсказавшему его.

## Книги Чилам-Балам
Сохранились девять рукописных сборников:
1. Чилам-Балам из Чумайеля — согласно имеющимся в рукописи пометкам, она была составлена в селении Чумайель неким Хуаном Хосе Хоилем в начале 1782 года. В 1868 году лингвист К. Берендт снял копию с рукописи. В 1887 году археолог Т. Малер изготовил фотокопию. На основе копии Берендта был опубликован первый перевод книги. В 1913 году на основе негативов Малера вышло в свет факсимильное издание Чумайельского манускрипта Дж. Б. Гордона[2], послужившее основой для последующих публикаций. Оригинал рукописи во время Первой мировой войны был похищен и вплоть до 1980-х годов его судьба была неизвестна (в настоящее время хранится в библиотеке Принстонского университета в США). Русские переводы отрывков исторического содержания из Чумайельской рукописи, принадлежащие Ю. В. Кнорозову, опубликованы в 1963 году[3].
2. Чилам-Балам из Кауа — медицинского содержания, переводился на английский язык в 1931 году.
3. Чилам-Балам из Ишиля — медицинского содержания.
4. Чилам-Балам из Мани, точнее — «Кодекс Переса I», который является копией материалов утраченных «Книг Чилама Балама из Мани» (известно, что их было четыре, датированных 1689, 1697, 1755 и 1761 годами). Копия выполнена между 1837 и 1838 годами Хуаном Пио Пересом, и в 1842 году он демонстрировал свой испанский перевод путешественнику Дж. Ллойду Стефенсу, опубликовавшего её частичный английский перевод в качестве приложения к книге «Случаи из путешествий в Центральную Америку, Чиапас и Юкатан»[4]. В 1864 году текст вместе с французским переводом был опубликован Ш.-Э. Брассёром де Бурбуром в приложении к изданию «Сообщения о делах в Юкатане» Ланды[5]. Новые переводы выходили в 1949 году на испанский язык, и в 1979 году — на английский.
5. Чилам-Балам из Нах — майяский травник, содержательно напоминает сборник Чилам-Балам из Кауа. Медицинские тексты переводились на английский язык в 1931 году.
6. Чилам-Балам из Текаша — рукопись включает 36 страниц, календарного и медицинского содержания.
7. Чилам-Балам из Тисимина (также «Кодекс Анонима») был в 1870 году передан приходским священником деревни Исимин, с него вскоре К. Берендтом была выполнена копия, на основе которой Д. Бринтон осуществил первый перевод «Хроники к’атунов» на английский язык, в 1926 году. Полные переводы осуществлялись в 1951 и 1982 годах.
8. Чилам-Балам из Тусика — обнаружена в деревне Тусик, в штате Кинтана-Роо в 1936 году, включает 29 листов. Тексты в значительной степени те же, что и в рукописи из Чумайеля.
9. Чилам-Балам из Яшкукуля содержит, в том числе, документы по межеванию земли 1554 года.

### «Хроника к’атунов»
Наиболее известный из исторических текстов Чилам-Балама — так называемая «Хроника к’атунов» или «Хроника Матичу» — содержится в трех сборниках: на страницах 134—137 «Кодекса Переса I», на страницах 74—77 «Книги Чилама Балама из Чумайеля» и на страницах 18v—19r «Книги Чилама Балама из Тисимина». «Хроника к’атунов» во всех трёх рукописях представлена в разных редакциях, наиболее полная (позднейшая) содержится в «Кодексе Переса», самая краткая — в Чумайельском списке. В 2002 году подробное исследование хроник из «Книг Чилама Балама» с критическим анализом текстов и немецким переводом было предпринято А. Гюнсенхаймер. По мнению немецкой исследовательницы, общая основа всех редакций была составлена на Юкатане около 1579 года, затем около 1611 года на его основе возникла редакция, послужившая протографом списков из Тисимина (его версия сложилась около 1630 года) и Мани (текст оформился около 1690 года). Протограф Чумайельского списка на основе первичного архетипа сложился между 1648 и 1692 годами и затем был скопирован между 1766 и 1782 годами.
По структуре «Хроника» представляет собой перечисление календарных единиц — к’атунов (всего их в сводной редакции указано 99), с которыми связываются те или иные исторические события. Ю. В. Кнорозов предложил следующее истолкование памятника: «…Вся хроника представляет собой компиляцию из нескольких самостоятельных частей. Составитель компиляции, живший в XVII веке (последнее событие хроники относится к 1611 г.), по-видимому, стремился восстановить непрерывный список „двадцатилетий“ и в некоторых местах перечислил недостающие, соединив таким образом отдельные фрагменты, служившие ему источником. В результате получилось механическое соединение разнородных частей, а одни и те же события стали фигурировать дважды и трижды в разных местах хроники».